# Sinogeotrupes belousovi
Sinogeotrupes belousovi là một loài bọ cánh cứng trong họ Geotrupidae. Loài này được Nikolajev miêu tả khoa học năm 2007.